# Toyota Challenger 2009
Il Toyota Challenger 2009, noto come Dunlop World Challenge per motivi di sponsorizzazione, è stato un torneo professionistico di tennis maschile giocato sul sintetico indoor, che faceva parte dell'ATP Challenger Tour 2009. Si è giocato a Toyota in Giappone dal 23 al 29 novembre 2009.

## Partecipanti

### Teste di serie
| Nazionalità   | Giocatore            | Ranking* | Testa di serie |
| ------------- | -------------------- | -------- | -------------- |
| Giappone      | Gō Soeda             | 149      | 1              |
| Corea del Sud | Im Kyu-tae           | 179      | 2              |
| Germania      | Dieter Kindlmann     | 181      | 3              |
| Russia        | Aleksandr Kudrjavcev | 230      | 4              |
| Giappone      | Tatsuma Itō          | 234      | 5              |
| Austria       | Philipp Oswald       | 235      | 6              |
| Slovacchia    | Pavol Červenák       | 242      | 7              |
| Australia     | Nick Lindahl         | 259      | 8              |

- Ranking al 16 novembre 2009.

### Altri partecipanti
Giocatori che hanno ricevuto una wild card:
- Hiroki Kondo
- Hiroki Moriya
- Arata Onozawa
- Kento Takeuchi

Giocatori passati dalle qualificazioni:
- Chen Ti
- Yuichi Ito
- Tasuku Iwami
- Jun Woong-sun

## Campioni

### Singolare
Uladzimir Ihnacik ha battuto in finale  Tatsuma Itō con il punteggio di 7–6(7), 7–6(3)

### Doppio
Andis Juška /  Aleksandr Kudrjavcev hanno battuto in finale  Aleksej Kedrjuk /  Junn Mitsuhashi con il punteggio di 6–4, 7–6(6)